# Hjalte
Ne doit pas être confondu avec Hjalti.
Cette page présente le prénom Hjalte ainsi que ses variantes.
Hjalte est un prénom masculin danois dérivé du vieux norrois hjalt « poignée (d'épée) », ou du suédois hjälte « héros ».

## Personnalités portant ce prénom
Par ordre alphabétique
- Hjalte Nørregaard (né en 1981), footballeur danois ;
- Hjalte Skovgaard (no) (1899–1967), sculpteur et peintre danois.
- Pour l'ensemble des articles sur les personnes portant ce prénom, consulter :
  - la liste des articles dont le titre commence par ce prénom
  - les listes produites par Wikidata : Liste des personnes de prénom « Hjalte » — même liste en incluant les éventuels prénoms composés qui contiennent « Hjalte ».